# Nordparksiedlung Düsseldorf

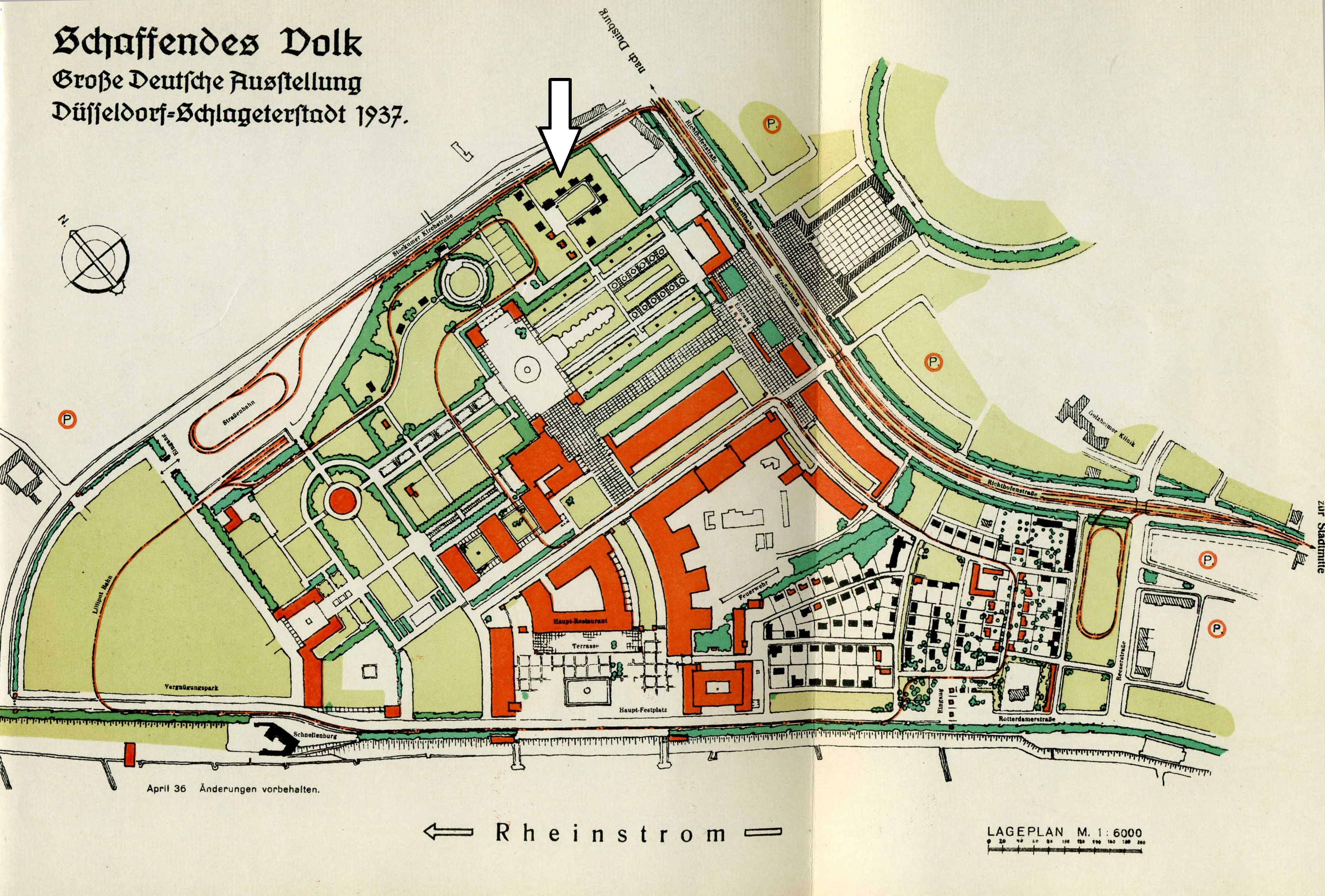
Lage der Siedlung auf dem Ausstellungs-Lageplan von 1937

Die Nordparksiedlung ist eine Wohnsiedlung bestehend aus 14 Gebäuden im Düsseldorfer Stadtteil Stockum. Sie wurde 1937 im Rahmen der Ausstellung Reichsausstellung Schaffendes Volk erstellt und trug ursprünglich den Namen Wilhelm-Gustloff-Siedlung.
Die Mustersiedlung sollte die vorbildliche Unterbringung von Arbeitern mit der Möglichkeit zur Selbstversorgung darstellen und wurde von der Stadt Düsseldorf in Auftrag gegeben. Sie stellte das Gelände durch Erbbaurecht zur Verfügung und trug die Erschließungskosten. Für Trägerschaft, Finanzierung und Durchführung war die Rheinische Gauheimstätte zuständig. Die städtebauliche Anordnung der Gebäude, Verkehrs- und Grünflächen wurde von Peter Grund in Zusammenarbeit mit dem Architekten Hanns Bökels nach dem Schema einer Gartenstadt entworfen; Bökels und sein Kollege Hans Maria Schneider zeichneten für die Planung der Gebäude verantwortlich. Durch die Lage der Häuser rund um einen „Dorfanger“ mit Brunnen und Linde sollte eine „dörfliche Idylle“ geschaffen werden.
Der Siedlungsplatz liegt in der nördlichen Ecke des Ausstellungsgeländes und hat eine Gesamtfläche von 1,7 Hektar. Die Siedlung und das ehemalige Ausstellungsgelände, der heutige Nordpark, sind weiterhin durch einen Weg verbunden. Aus Kostengründen wurde die Zahl der Gebäude auf 14 begrenzt (13 Wohnhäuser und ein Schulungsheim) und die Grund- und Gartenflächen möglichst gering gehalten. Die Wohnflächen der Häuser lagen zwischen etwa 48 und 65 Quadratmetern, die für fünf bis neun Personen gedacht waren. Jedes Haus verfügt über ein Grundstück von 800 bis 1000 Quadratmetern zur landwirtschaftlichen Nutzung, was nicht dem Minimum der damaligen gesetzlichen Bestimmungen entsprach.
Vorbilder für die Gebäude waren die „traditionellen Bauten der niederrheinischen Landschaft“, also Einzelhäuser in einfacher klarer Form und mit möglichst rechteckiger Grundfläche. Eine Ausnahme bildete die großzügiger geschnittene Siedlerschule am Zugang zur Siedlung, die über einen Schlafsaal mit zwölf Schlafmöglichkeiten verfügte und während der Ausstellung vom BDM genutzt wurde. Drei Musterhäuser waren während der Ausstellungszeit unbewohnt und öffentlich zugänglich und unter Mitwirkung des Deutschen Siedlerbundes sowie der Abteilung „Heim und Herd“ der Düsseldorfer Frauenschaft vollständig eingerichtet worden.
Die Kosten eines Musterhauses betrugen 6000 Reichsmark (ℛℳ). Die Finanzierung sollte durch 600 ℛℳ Eigenkapital, ein Werksdarlehen von 800 ℛℳ, Reichsdarlehen und Reichszusatzdarlehen von insgesamt 1900 ℛℳ und eine Hypothek von 2700 ℛℳ aufgebracht werden. Die jährlichen Belastungen betrugen insgesamt 360 ℛℳ. Die „Siedler“ wurden vom Gauheimstättenamt ausgesucht. Diese sollten „Frontkämpfer und Kämpfer für die nationale Erhebung“, „Opfer der nationalen Arbeit“ und „kinderreiche Familien, soweit rassisch wertvoll“ sein. Trotz dieser strengen Kriterien gingen die Siedlerstellen erst nach drei Jahren in das Eigentum der neuen Bewohner über, nachdem diese sich in der Zwischenzeit „bewährt“ hatten. Einer der Bewohner war etwa Franz Boden, dessen Beruf im Düsseldorfer Adressbuch aus dem Jahre 1939 mit „Gartengestalter“ angegeben wurde und der mehrere Publikationen zum Thema Selbstversorgung verfasste.
Sieben Millionen Menschen besuchten die Reichsausstellung Schaffendes Volk, darunter der Herzog von Windsor, der auch die Nordparksiedlung besichtigte. Dieser wollte kaum glauben, dass in den Häuschen der Nordparksiedlung so viele Menschen auf so engem Raum zusammenleben sollten.

## Galerie

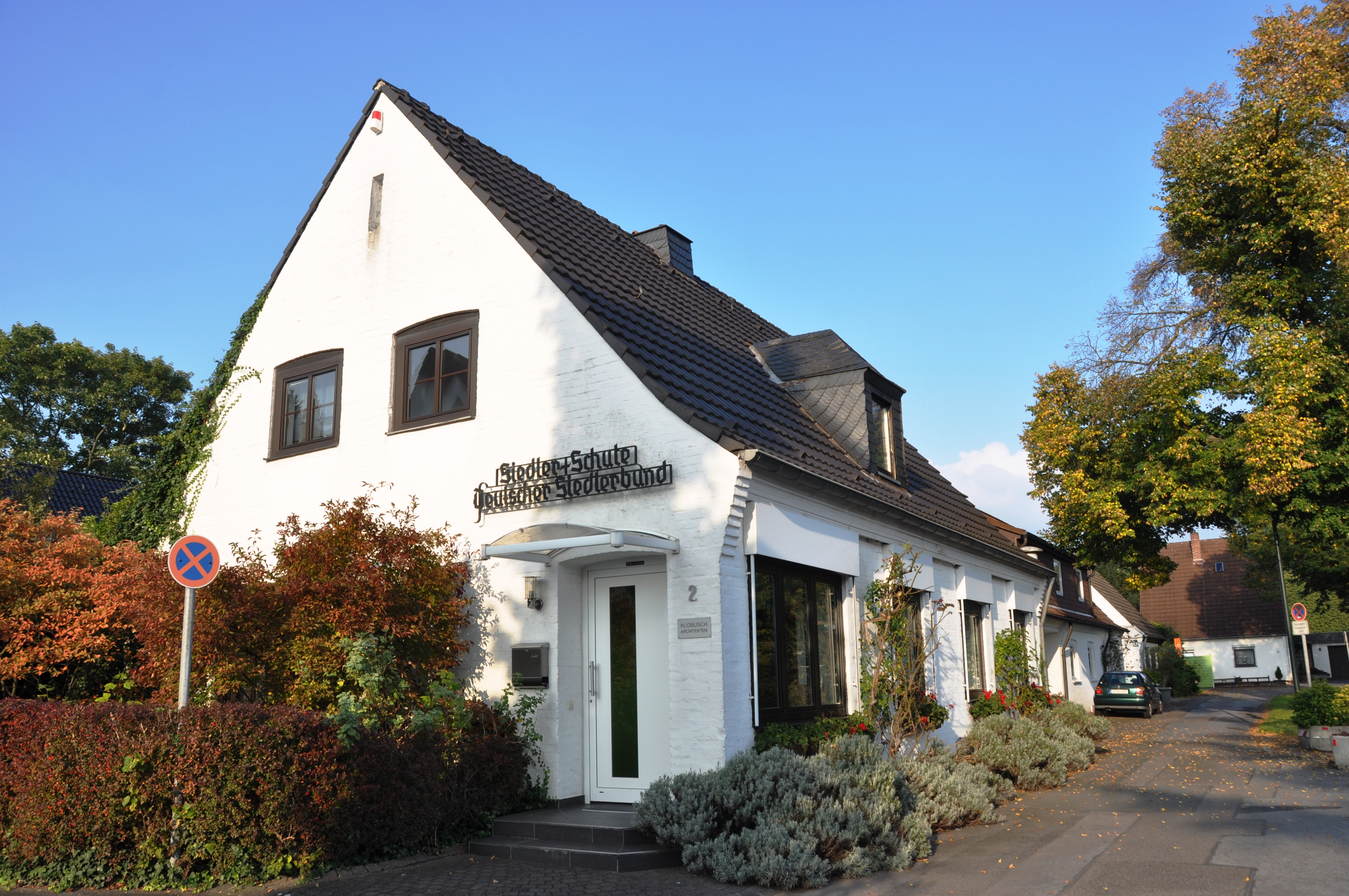
Das ehemalige Schulungsheim am Siedlungseingang
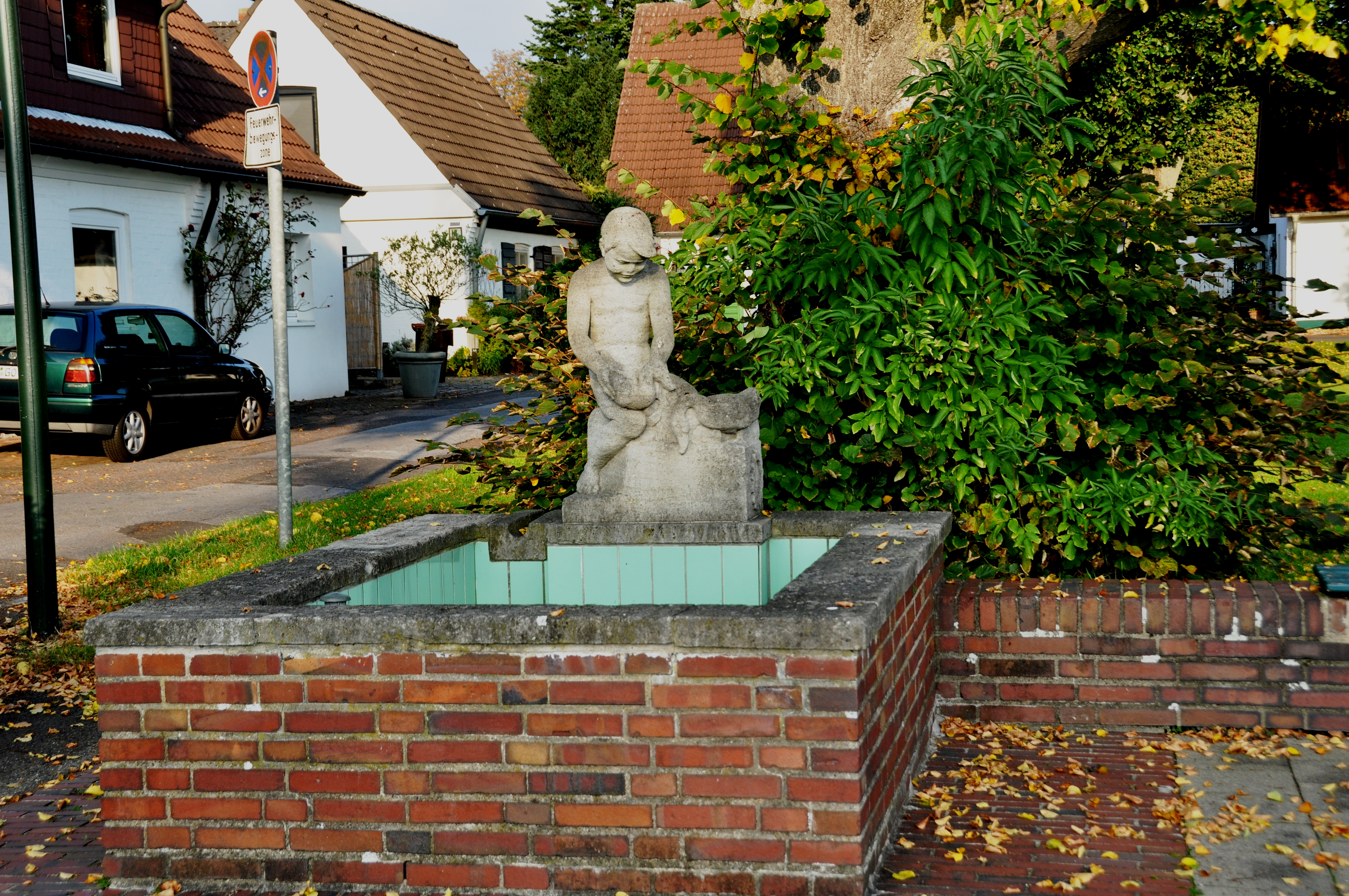
Das „Gänsebrünnchen“ von August Wilhelm Goebel
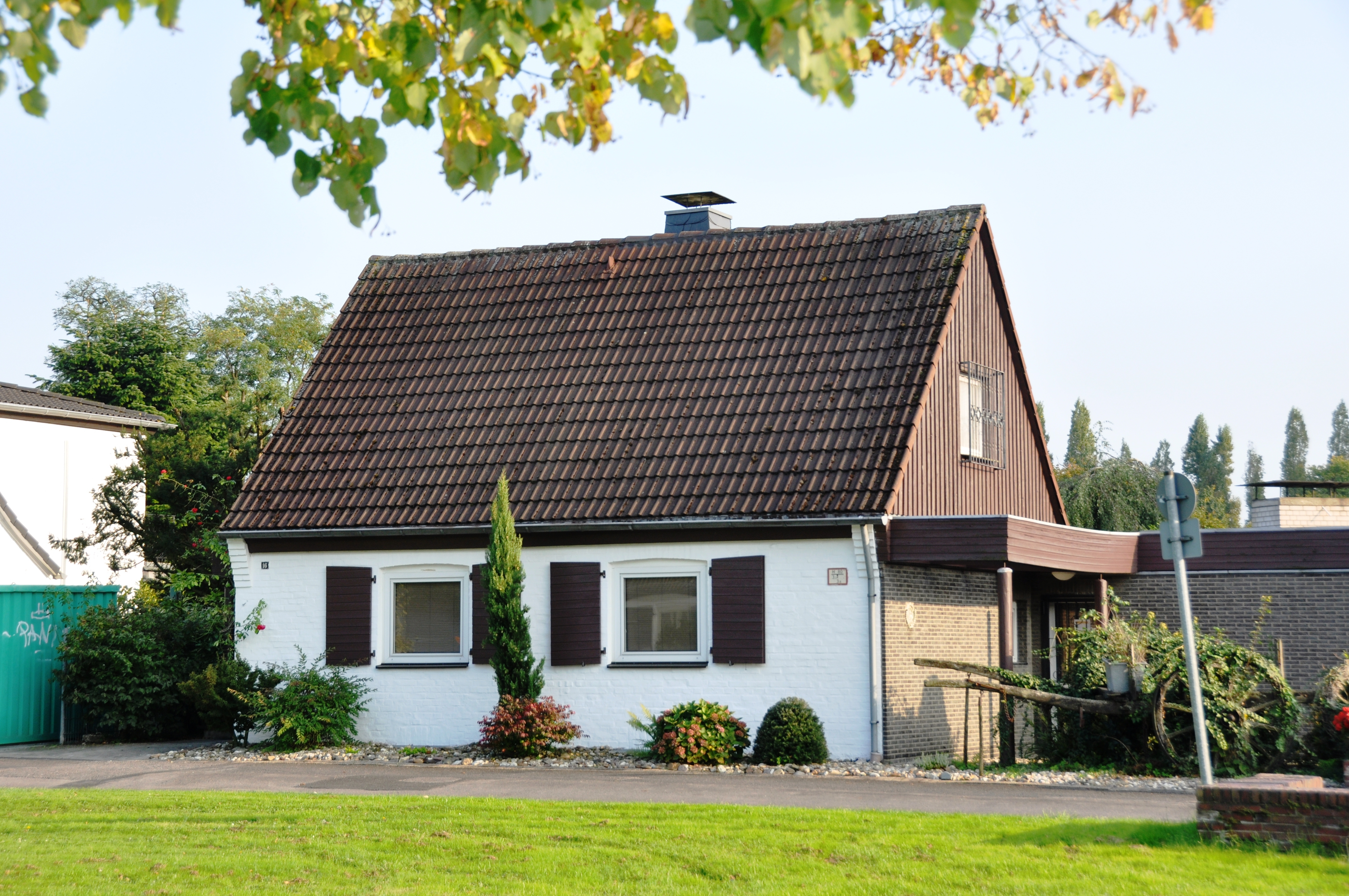
Eines der typischen kleinen Musterhäuser
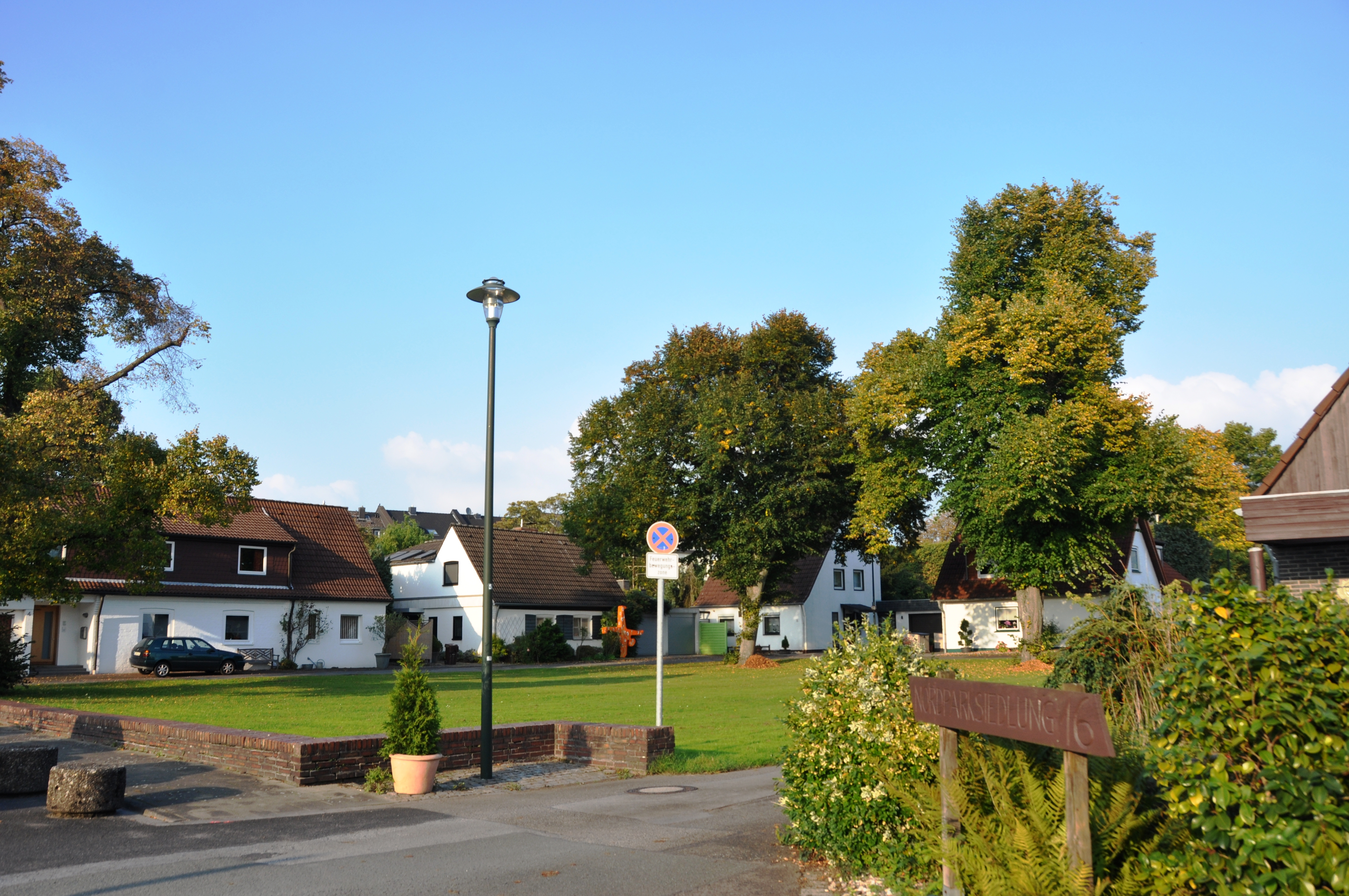
Der „Dorfanger“ mit den darum gruppierten Häusern